# 新宮市消防本部
新宮市消防本部（しんぐうししょうぼうほんぶ）は、和歌山県新宮市の消防部局（消防本部）。管轄区域は新宮市全域と東牟婁郡北山村（事務委託）。

## 概要
- 消防本部：和歌山県新宮市新宮5036番地の3
- 管内面積：255.43km2
- 職員定数：58人
- 消防署1カ所
- 主力機械（2024年4月1日現在）
  - 普通消防ポンプ自動車：3
  - 水槽付消防ポンプ自動車：1
  - 屈折はしご付消防自動車：1
  - 化学消防車：1
  - 救急自動車：4
  - 指揮車：1
  - 救助工作車：1
  - 小型動力ポンプ：4
  - 指揮車：1
  - 救急救命活動車：1
  - 水防車：1
  - 機動連絡車：1
  - 作業車：3
  - 活動車：1
  - 自動二輪車：1

## 組織
- 警防第1班
  - 防災指導1係
  - 消防救助1係
  - 救急1係
  - 通信指令1係
- 警防第2班
  - 防災指導2係
  - 消防救助2係
  - 救急2係
  - 通信指令2係
- 警防第3班
  - 防災指導3係
  - 消防救助3係
  - 救急3係
  - 通信指令3係

## 消防署
| 消防署     | 住所       | 出張所など                                                              |
| ---------- | ---------- | ----------------------------------------------------------------------- |
| 新宮消防署 | 新宮5063-3 | 熊野川消防出張所：熊野川町日足324 三輪崎消防吏員派出所：三輪崎1丁目6-19 |